# Romain Saïss
Romain Ghanem Paul Saïss (Bourg-de-Péage, Francia, 26 de marzo de 1990) es un futbolista marroquí que juega de defensa en el Al-Sadd S. C. de la Liga de fútbol de Catar.

## Trayectoria
Se formó en los escalafones del Olympique de Valence. En verano 2011 fue fichado por el Clermont Foot. En el mes de octubre, después de buenas actuaciones con el equipo de reservas del CFA, empezó a jugar con el primer equipo. Fue alineado por primera vez como titular por Michel Der Zakarian en un partido de liga contra el LB Châteauroux y en febrero de 2012, firmó su primer contrato profesional.
En noviembre de 2012 fue convocado por el seleccionador, Rachid Taoussi, para jugar con la selección de Marruecos, con la que debutó el 14 de noviembre de 2012 en el partido que enfrentó a la selección marroquí contra la de Togo, al reemplazar en el minuto 79 a Zakarya Bergdich. En junio de 2013 firmó con el Le Havre A. C. de la segunda división francesa.
En julio de 2015, después de dos temporadas en Normandía, saltó a la Ligue 1, al fichar, por dos años con Anger S. C. O., recién ascendido a la primera división francesa. En este equipo completó una magnífica temporada en la que jugó 37 partidos.

## Selección nacional

### Participaciones en Copas del Mundo
| Mundial      | Sede  | Resultado      | Partidos | Goles |
| ------------ | ----- | -------------- | -------- | ----- |
| Mundial 2018 | Rusia | Fase de grupos | 2        | 0     |
| Mundial 2022 | Catar | Cuarto puesto  | 6        | 1     |

## Estadísticas

### Clubes
Actualizado al último partido disputado el 21 de septiembre de 2023.
| Club                                     | Div.          | Temporada     | Liga  | Liga  | Copas nacionales | Copas nacionales | Copas internacionales | Copas internacionales | Total | Total |
| Club                                     | Div.          | Temporada     | Part. | Goles | Part.            | Goles            | Part.                 | Goles                 | Part. | Goles |
| ---------------------------------------- | ------------- | ------------- | ----- | ----- | ---------------- | ---------------- | --------------------- | --------------------- | ----- | ----- |
| Olympique de Valence Francia             | 5.ª           | 2010-11       | 6     | 2     | 1                | 0                | —                     | —                     | 7     | 2     |
| Olympique de Valence Francia             | Total club    | Total club    | 6     | 2     | 1                | 0                | 0                     | 0                     | 7     | 2     |
| Clermont Foot 63 Francia                 | 2.ª           | 2011-12       | 17    | 1     | 2                | 0                | —                     | —                     | 19    | 1     |
| Clermont Foot 63 Francia                 | 2.ª           | 2012-13       | 31    | 0     | 3                | 0                | —                     | —                     | 34    | 0     |
| Clermont Foot 63 Francia                 | Total club    | Total club    | 48    | 1     | 5                | 0                | 0                     | 0                     | 53    | 1     |
| Clermont Foot II Francia                 | 5.ª           | 2012-13       | 1     | 0     | —                | —                | —                     | —                     | 1     | 0     |
| Clermont Foot II Francia                 | Total club    | Total club    | 1     | 0     | 0                | 0                | 0                     | 0                     | 1     | 0     |
| Le Havre A. C. Francia                   | 2.ª           | 2013-14       | 27    | 1     | 1                | 0                | —                     | —                     | 28    | 1     |
| Le Havre A. C. Francia                   | 2.ª           | 2014-15       | 34    | 2     | 3                | 0                | —                     | —                     | 37    | 2     |
| Le Havre A. C. Francia                   | Total club    | Total club    | 61    | 3     | 4                | 0                | 0                     | 0                     | 65    | 3     |
| Angers S. C. O. Francia                  | 1.ª           | 2015-16       | 35    | 2     | 2                | 0                | —                     | —                     | 37    | 2     |
| Angers S. C. O. Francia                  | Total club    | Total club    | 35    | 2     | 2                | 0                | 0                     | 0                     | 37    | 2     |
| Wolverhampton Wanderers F. C. Inglaterra | 2.ª           | 2016-17       | 24    | 0     | 1                | 0                | —                     | —                     | 25    | 0     |
| Wolverhampton Wanderers F. C. Inglaterra | 2.ª           | 2017-18       | 42    | 4     | 2                | 0                | —                     | —                     | 44    | 4     |
| Wolverhampton Wanderers F. C. Inglaterra | 1.ª           | 2018-19       | 19    | 2     | 7                | 0                | —                     | —                     | 26    | 2     |
| Wolverhampton Wanderers F. C. Inglaterra | 1.ª           | 2019-20       | 33    | 2     | 2                | 0                | 14                    | 1                     | 49    | 3     |
| Wolverhampton Wanderers F. C. Inglaterra | 1.ª           | 2020-21       | 27    | 3     | 3                | 0                | —                     | —                     | 30    | 3     |
| Wolverhampton Wanderers F. C. Inglaterra | 1.ª           | 2021-22       | 31    | 2     | 1                | 1                | —                     | —                     | 32    | 3     |
| Wolverhampton Wanderers F. C. Inglaterra | Total club    | Total club    | 176   | 13    | 16               | 1                | 14                    | 1                     | 206   | 15    |
| Beşiktaş J. K. Turquía                   | 1.ª           | 2022-23       | 25    | 1     | 1                | 0                | —                     | —                     | 26    | 1     |
| Beşiktaş J. K. Turquía                   | Total club    | Total club    | 25    | 1     | 1                | 0                | 0                     | 0                     | 26    | 1     |
| Al-Sadd S. C. Catar                      | 1.ª           | 2023-24       | 0     | 0     | 0                | 0                | 3                     | 0                     | 3     | 0     |
| Al-Sadd S. C. Catar                      | Total club    | Total club    | 0     | 0     | 0                | 0                | 3                     | 0                     | 3     | 0     |
| Al-Shabab Club Arabia Saudita            | 1.ª           | 2023-24       | 2     | 1     | 0                | 0                | —                     | —                     | 2     | 1     |
| Al-Shabab Club Arabia Saudita            | Total club    | Total club    | 2     | 1     | 0                | 0                | 0                     | 0                     | 2     | 1     |
| Total carrera                            | Total carrera | Total carrera | 354   | 23    | 29               | 1                | 17                    | 1                     | 400   | 25    |

## Palmarés

### Títulos nacionales
| Título                  | Club                          | País       | Año     |
| ----------------------- | ----------------------------- | ---------- | ------- |
| EFL Championship        | Wolverhampton Wanderers F. C. | Inglaterra | 2017-18 |
| Liga de fútbol de Catar | Al-Sadd S. C.                 | Catar      | 2024-25 |